# نيكولاي كوروتكوف
نيكولاي سيرغيفيتش كوروتكوف (بالروسية: Николай Сергеевич Коротков، ولد 26 فبراير [14 فبراير على الطريقة القديمة] 1874 - توفي 14 مارس 1920) جراح روسي، ورائد في جراحة الأوعية الدموية في القرن العشرين، ومخترع التقنية السمعية لقياس ضغط الدم.

## سيرته
ولد نيكولاي كوروتكوف لعائلة تجارية في شارع 40 ميلينسكايا في كورسك في 26 فبراير 1874. التحق بمدرسة كورسك للجمنازيوم (المدرسة الثانوية). دخل كلية الطب في جامعة خاركيف عام 1893، وانتقل إلى جامعة موسكو عام 1895، وتخرج منها بامتياز عام 1898. عُين متدربًا مقيمًا للأستاذ ألكسندر بوبروف في عيادة الجراحة بجامعة موسكو.
مُنِح كوروتكوف إجازة للخدمة مع القوات العسكرية الروسية في الشرق الأقصى خلال ثورة الملاكمين في الصين 1900. ألحِق بالصليب الأحمر في مجتمع إيفرش تحت إشراف الدكتور ألكسنسكي (تلميذ للأستاذ بوبروف). استدعت الرحلة إلى الشرق الأقصى سفرًا واسعًا عن طريق سكة الحديد العابرة لسيبيريا، عبر إيركوتسك إلى فلاديفوستوك وعاد إلى موسكو عبر اليابان، وسنغافورة، وسيلان، وقناة السويس للوصول إلى البحر الأسود، وفيودوسيا. كُرِم كوروتكوف بمنحه وسام القديسة آنا «لأعماله الحماسية الرائعة في مساعدة الجنود الجرحى والمرضى».
عند عودته غيّر نيكولاي كوروتكوف رأيه من الجيش إلى المتابعة الأكاديمية، وترجم دراسة إدوارد ألبرت «التشخيص الجراحي» من الألمانية إلى الروسية. في عام 1903 عُين الدكتور سيرغي فيدوروف أستاذًا للجراحة في الأكاديمية الطبية العسكرية في سانت بطرسبرغ، ودعا كوروتكوف للانضمام إليه كمساعد جراح. خلال الحرب الروسية اليابانية في 1904-1905، ذهب كوروتكوف إلى هاربن في منشوريا بصفته جراحًا كبيرًا مسؤولًا عن وحدة سانت جورج الثانية للصليب الأحمر. أصبح مهتماً بجراحة الأوعية الدموية وبدأ في جمع الحالات لأطروحة الدكتوراه التي تضمنت 41 من 44 تقريرًا عن حالات المرضى الذين كانوا جزءًا من تجربته الحربية في المستشفى في هاربن.

بالعودة إلى سانت بطرسبرغ في أبريل 1905، بدأ في تحضير أطروحته، ولكن عرضه للأكاديمية الطبية العسكرية الإمبراطورية في عام 1905 أكسبه شهرة دائمة. أعلِن عن تقنية قياس ضغط الدم في أقل من صفحة (281 كلمة فقط) من (تقارير الأكاديمية الطبية العسكرية الإمبراطورية):
توضع كفة ريفا روكي في الثلث الأوسط من الذراع، يُرفع الضغط داخل الكفة بسرعة حتى التوقف الكامل للدورة الدموية تحت الكفة. ثم بالسماح للزئبق في مقياس ضغط الدم بالانخفاض يستمع المرء إلى الشريان أسفل الكفة من سماعة طبيب الأطفال. في البداية لا تُسمع أي أصوات. مع انخفاض الزئبق في جهاز قياس الضغط إلى ارتفاع معين، تظهر النغمات القصيرة الأولى، يشير ظهورها إلى مرور جزء من موجة النبض تحت الكفة. ويترتب على ذلك أن الأرقام المانومترية التي تظهر فيها النغمة الأولى تتوافق مع الضغط الأقصى. مع الانخفاض الإضافي للزئبق في مقياس الضغط يسمع المرء نفخات الضغط الانقباضي، والتي تمر مرة أخرى إلى نغمات (ثانية). أخيرًا، تختفي جميع الأصوات. يشير وقت توقف الأصوات إلى المرور الحر لموجة النبض، وبعبارة أخرى في لحظة اختفاء الأصوات، يسود ضغط الدم الأدنى داخل الشريان على الضغط في الكفة. ويترتب على ذلك أن الأرقام المانومترية في هذا الوقت تتوافق مع الحد الأدنى من ضغط الدم.
جرى التعامل مع التعليقات النقدية لنظراء كوروتكوف بطريقة رائعة، وظهر بعد شهر في الأكاديمية العسكرية الإمبراطورية بتجارب حيوانية لدعم نظريته بأن الأصوات التي وصفها تُنتج موضعيًا، لا في القلب. نال استحسان الأستاذ إم. في. يانوفسكي الذي أعلن: «لاحظ كوروتكوف واستخدم بذكاء ظاهرة أغفلها العديد من المراقبين». تحقق يانوفسكي وتلاميذه من دقة التقنية ووصفوا مراحل الأصوات السمعية، وعُرفت تقنية الزمن باسم طريقة كوروتكوف- يانوفسكي.
حصل نيكولاي كوروتكوف، الذي عمل بعد ذلك بصفته طبيب أبحاث في منطقة التعدين في فيتيمسكو-أولكمينسكي في سيبيريا، على درجة الدكتوراه عام 1910. بعد ذلك خدم باعتباره جراحًا لعمال مناجم الذهب في لينسك. وشهد هناك فظائع القيصرية وتأثر بشدة لقتل عمال المناجم المضربين العزل. بعد هذا عاد كوروتكوف إلى سانت بطرسبرغ وخلال الحرب العالمية الأولى كان جراحًا في «البيت الخيري للجنود المعوقين» في تسارسكو سيلو. رحب بثورة أكتوبر، وبعد ذلك كان طبيبًا رئيسًا لمستشفى ميتشنيكوف في بيتروغراد حتى موته من مرض السل الرئوي في 14 مارس 1920.